# Oceanija
Oceánija je ime za skupino otokov in otočij v Pacifiku. Vključuje lahko tudi Polinezijo (vključno z Novo Zelandijo), Melanezijo (z Novo Gvinejo) ter Mikronezijo. V širšem pa lahko štejemo k Oceaniji tudi Avstralijo in Novo Zelandijo. Jules Dumont d'Urville je leta 1831 tako razdelil Oceanijo.
Geologi pa raje delijo ta teritorij le na dva dela, na podlagi geografskih, botaničnih, zooloških, kulturnih in jezikovnih značilnosti. Ta dva dela sta:
- Bližnja Oceanija (Near Oceania) - Avstralija, Nova Zelandija in njeno otočje ter Salomonovi otoki.
- Daljna oceanija (Remote Oceania) - Polinezija, Mikronezija in Melanezija.

Velika večina površine spada pod Avstralijo. Oceanija je najmanjši kontinent in predzadnji glede na prebivalstvo - okoli 46.000.000 prebivalcev (manj poseljena je le Antarktika).

## Pokrajine, države in ozemlja
Spodnje tabele vključujejo ozemlja, ki so znotraj meja geopolitične Oceanije in vsebujejo Avstralazijo, Melanezijo, Mikronezijo in Polinezijo. Največja kopenska površina Oceanije je Avstralija.

### Geografske meje Oceanije
Meja med Azijo in Oceanijo ni točno določena.  Zaradi političnih razlogov so Združeni narodi napravili mejo med tema dvema regijama na meji med Indonezijo in Papuansko Novo Gvinejo. Papuo Novo Gvinejo včasih (vendar ne pogosto) štejejo med azijske države, ker je soseda Indonezije, in splošno sprejeto je, da je del Oceanije. Če je celotni Malajski arhipelag vključen kot del Oceanije, so vključeni tudi Brunej, Vzhodni Timor, Indonezija, Malezija, Singapur in Filipini.

### Države članice Združenih narodov
Ta tabela vključuje vse neodvisne države v Oceaniji, ki so članice Združenih narodov. Vse so polnopravne članice Pacific Islands Forum (Forum pacifiških otokov), čeprav je Fidži suspendiran.
| Država ali ozemlje             | Glavno mesto        | Prebivalstvo | Površina (km2) |
| ------------------------------ | ------------------- | ------------ | -------------- |
| Avstralija                     | Canberra            | 23.268.319   | 7.741.220 km²  |
| Fidži                          | Suva                | 890.057      | 18.274 km²     |
| Kiribati                       | Tarava              | 101.998      | 811 km²        |
| Marshallovi otoki              | Majuro              | 68.480       | 181 km²        |
| Federativne države Mikronezije | Palikir             | 106.487      | 702 km²        |
| Nauru                          | Yaren (sedež vlade) | 9.378        | 21 km²         |
| Nova Zelandija                 | Wellington          | 4.327.944    | 267.710 km²    |
| Palau                          | Ngerulmud           | 21.032       | 459 km²        |
| Papua Nova Gvineja             | Port Moresby        | 6.310.129    | 462.840 km²    |
| Samoa                          | Apia                | 194.320      | 2.831 km²      |
| Salomonovi otoki               | Honiara             | 584.578      | 28.896 km²     |
| Tonga                          | Nukuʻalofa          | 106.146      | 747 km²        |
| Tuvalu                         | Funafuti            | 10.619       | 26 km²         |
| Vanuatu                        | Port Vila           | 256.155      | 12.189 km²     |

### Države, ki niso članice Združenih narodov
Ozemlji v tem razdelku (Cookovi otoki in Niue) sta državi v prosti povezavi z Novo Zelandijo. Medtem, ko imata tesne ustavne in politične odnose z Novo Zelandijo, sta obe državi članici več specializiranih agencij Združenih narodov in se neodvisno vključujeta v diplomatske odnose s suverenimi državami.  Obe sta polnopravni članici organizacije Pacific Islands Forum. Zaradi teh posebnosti velja, da imata obe de facto status suverene države.
| Država ali ozemlje | Status                                                 | Glavno mesto | Prebivalstvo | Površina (km2) |
| ------------------ | ------------------------------------------------------ | ------------ | ------------ | -------------- |
| Cookovi otoki      | samoupravno ozemlje v prosti povezavi z Novo Zelandijo | Avarua       | 11.124       | 236 km²        |
| Niue               | samoupravno ozemlje v prosti povezavi z Novo Zelandijo | Alofi        | 1.311        | 260 km²        |

### Drugi teritoriji
Sledeče entitete obravnavamo kot del Oceanije kot:
1. federalno ozemlje suverene države, ki se nahaja izven celine te države
2. teritorij, ki tvori neločljiv del suverene države in nima federalnega odnosa, kjer se pomemben del kopna neodvisne države nahaja izven Oceanije in/ali se teritorij nahaja izven celine suverene države. Veliko izmed teh teritorijev se pogosto opisuje kot odvisno ozemlje.
3. odvisno ozemlje suverene države

Dva od teh teritorijev (Francoska Polinezija in Nova Kaledonija) sta pridruženi članici organizacije Pacific Islands Forum, medtem ko ima pet drugih (Ameriška Samoa, Gvam, Severni Marijanski otoki, Tokelav in Wallis in Futuna) status opazovalca.
| Država ali ozemlje             | Status                                           | Glavno mesto                                | Prebivalstvo | Površina (km2) |
| ------------------------------ | ------------------------------------------------ | ------------------------------------------- | ------------ | -------------- |
| Ameriška Samoa                 | Ozemlje Združenih držav Amerike                  | Pago Pago                                   | 67.242       | 199 km²        |
| Otočji Ashmore in Cartier      | Ozemlje Avstralije                               | Neposeljeno                                 | Neposeljeno  | 5 km²          |
| Bakerjev otok                  | Manjši zunanji otoki Združenih držav Amerike     | Neposeljeno                                 | Neposeljeno  | 129,1 km²      |
| Otok Clipperton                | Javno ozemlje v lasti Francije                   | Neposeljeno                                 | Neposeljeno  | 6 km²          |
| Ozemlje otokov Koralnega morja | Ozemlje Avstralije                               | Neposeljeno                                 | Neposeljeno  | 3 km²          |
| Velikonočni otok               | Ozemlje Čila                                     | Hanga Roa                                   |              |                |
| Francoska Polinezija           | Francosko čezmorsko ozemlje                      | Papeete                                     | 294.935      | 4.167 km²      |
| Guam                           | Ozemlje Združenih držav Amerike                  | Hagåtña / Agaña                             | 183,286      | 544 km²        |
| Havaji                         | Zvezna država Združenih držav Amerike            | Honolulu                                    | 1.404.054    | 28.311 km²     |
| Howlandov otok                 | Manjši zunanji otoki Združenih držav Amerike     | Neposeljeno                                 | Neposeljeno  | 138,6 km²      |
| Jarvisov otok                  | Manjši zunanji otoki Združenih držav Amerike     | Neposeljeno                                 | Neposeljeno  | 152 km²        |
| Johnstonov atol                | Manjši zunanji otoki Združenih držav Amerike     | Neposeljeno                                 | Neposeljeno  | 276,6 km²      |
| Otoki Juana Fernandeza         | Ozemlje Čila                                     | San Juan Bautista                           |              |                |
| Kingmanov greben               | Manjši zunanji otoki Združenih držav Amerike     | Neposeljeno                                 | Neposeljeno  | 1.958,01 km²   |
| Midwayski atol                 | Manjši zunanji otoki Združenih držav Amerike     | Neposeljeno                                 | Neposeljeno  | 2.355,2 km²    |
| Nova Kaledonija                | Francoska kolektiviteta »sui generis«            | Nouméa                                      | 256.275      | 18.575 km²     |
| Otok Norfolk                   | Samoupravni sestavni del ozemlja Avstralije      | Kingston                                    | 2.169        | 36 km²         |
| Severni Marianski otoki        | Ozemlje Združenih držav Amerike                  | Saipan                                      | 46.050       | 464 km²        |
| Otoki Ogasawara                | Del Ogasawara vasi (jap. mura) v Tokiu, Japonska | Neposeljeno                                 |              |                |
| Palmyra Atoll                  | Manjši zunanji otoki Združenih držav Amerike     | Neposeljeno                                 |              |                |
| Papua                          | Provinca v Indoneziji                            | Jayapura                                    |              |                |
| Pitcairnovi otoki              | Čezmorsko ozemlje Združenega kraljestva          | Adamstown                                   | 48           | 47 km²         |
| Tokelau                        | Odvisno ozemlje Nove Zelandije                   | Vsak atol ima lasten administrativni center | 1.384        | 12 km²         |
| Otok Wake                      | Manjši zunanji otoki Združenih držav Amerike     | Neposeljeno                                 | Neposeljeno  | 6,5 km²        |
| Wallis and Futuna              | Čezmorska skupnost Francije                      | Mata-Utu                                    | 15.398       | 142 km²        |
| Zahodna Papua                  | Provinca v Indoneziji                            | Manokwari                                   |              |                |

## Hidrografija
Oceanija je druga celina po Ameriki z najbolj bogatim ozemljem, kar se tiče vode, v primerjavi s prebivalstvom.

## Goropisje
Najvišje gorske verige Oceanije se nahajajo na treh največjih otokih celine. Najvišja od vseh se nahaja na Novi Gvineji. Najvišji točki sta Puncak Jaya ali Carsztens (5030 m) in Mount Wilhelm (4509 m). Sledijo Novozelandske Alpe na Južnem otoku, katerih najvišja točka je Aoraki/Mount Cook  (3764 m). Zadnje pa so Avstralske Alpe na vzhodnem delu Avstralije. Najvišja točka teh sega le do 2.228 metrov (Mount Kosciuszko, Novi Južni Wales).
Pri tem tudi nekatera posamezna hribovja na manjših otokih dosegajo precejšnje višine. Primer je vulkan Mauna Kea na Havajih, ki sega do 4.205 metrov.

## Zgodovina
Magelan je bil prvi zahodnjak, ki se je začel resno zanimati za Oceanijo, toda splošno mnenje je, da je res prvotni narod, ki je zahajal v te kraje, bil egipčanski. Pluli so namreč tako daleč le, da bi dobili gumo iz drevesa evkalipta, ki je služila pri balzamiranju. Sledili so jim Arabci v 9. stoletju. Nato so Holandci v 12. stoletju obogatili poznavanje teh zemelj. Točneje je nizozemec Dirk Hortog leta 1616 zapisal o prvem izkrcanju v Avstraliji. Nato pa mu je sledil prav tako nizozemec Abel Tasman, ki je leta 1642 izkrcal na Novo Zelandijo. Zasluga, da vemo veliko o Oceaniji, gre Jamesu Cooku, ki je šele v 18. stoletju med letoma 1768 in 1779 plul proti novi zemlji in jo začel podrobneje raziskovati. Leta 1770 je Cook zagledal vzhodno obalo Avstralije in jo razglasil za del Združenega kraljestva. Leta 1769 je raziskoval Novo Zelandijo ter pet let kasneje tudi Novo Kaledonijo.
Anglija je v kratkem času zavzela že velik del teritorija. Leta 1840 je izjavila, da ji tudi Nova Zelandija pripada. Ob koncu 18. stoletja je bila Oceanija razdeljena med Francijo, Združeno kraljestvo, Nemčijo in Ameriko. Med drugo svetovno vojno so na tem območju potekali hudi spopadi med Japonsko in ZDA. Šele med letoma 1960 in 1980 so začeli s procesom dekolonizacije.